# Josef Scheiner ml.
Josef Scheiner (přezdívaný Južík, 7. května 1890 Praha – 17. listopadu 1967) byl český sportovní funkcionář, novinář a lyžař, v letech 1925–1929 předseda Československého svazu lyžařů.

## Život
Josef Scheiner byl synem českého právníka a starosty Sokola Josefa Eugena Scheinera (1861–1932) a jeho manželky Karly, rozené Pexové (1865–1945).

### Mládí
Scheiner se od dětství věnoval sportu, zejména lyžařství. Při studiu na gymnáziu ve Dvoře Králové nad Labem začal jako student závodit v běhu na lyžích a také ve skoku. Po maturitě se vrátil do Prahy, kde začal studovat právnickou fakultu na C. k. německé Karlo-Ferdinandově univerzitě.

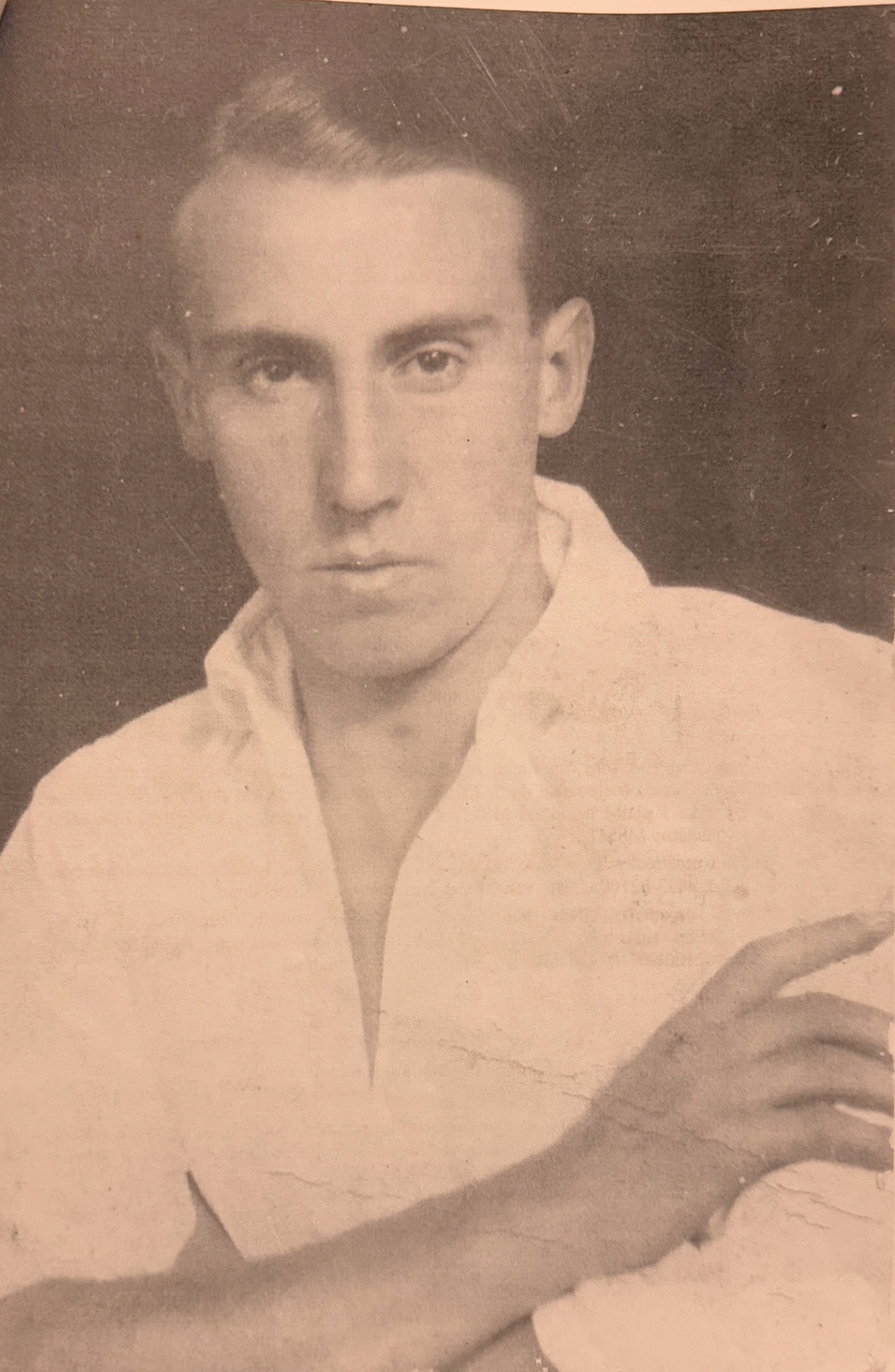
Mladý Josef Scheiner

Podílel se na organizaci rodícího se svazu lyžařů. V časopise Zimní sport publikoval řadu odborných článků a referátů. Aktivně závodil také jako člen Českého Ski klubu Praha a od roku 1911 byl jeho náčelníkem.
S Emerichem Rathem a Karlem Jarolímkem se 24. března 1913 zúčastnil závodu na 50 km na hřebenech Krkonoš, při němž zahynuli Bohumil Hanč a Václav Vrbata. Scheiner byl jedním z lyžařů, kteří se jej vydali hledat.  Vzpomínky a myšlenky z tohoto závodu publikoval v prvním ročníku Věstníku Svazu Lyžařů v Království Českém, který byl právě věnován Bohumilu Hančovi a Václavu Vrbatovi. Závod také sdílel ve svých pamětech.
V letech 1913–1914 se zúčastnil spolu s Karlem Jarolímkem závodů v Holmenkollenu v Norsku a stal se velkým propagátorem tehdy vznikající norské lyžařské školy.
Po ukončení studia v roce 1918 byl povolán do armády a v první světové válce sloužil u lyžařského batalionu horských myslivců v Bregenzu. Zranil se a po uzdravení sloužil na frontě v italských Dolomitech.

### Působení v Československém svazu lyžařů

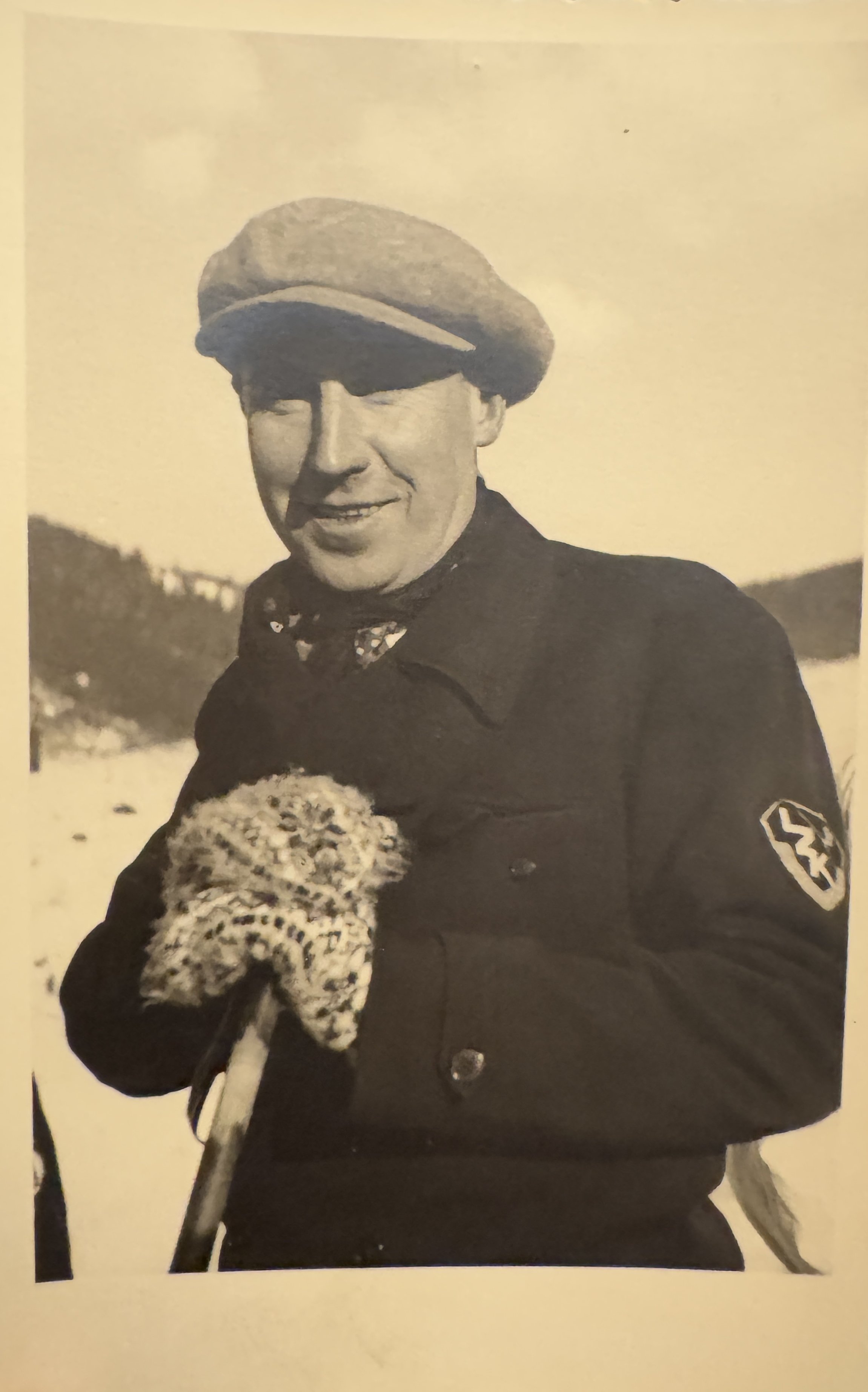
Josef Scheiner

Po první světové válce působil v Československého svazu lyžařů a od roku 1923 byl členem redakční rady časopisu Zimní sport, ve kterém publikoval řadu článků. V roce 1924 vedl československé lyžařské družstvo na prvních zimních olympijských hrách 1924 v Chamonix a o čtyři roky později také na druhých zimních olympijských hrách 1928 ve Svatém Mořici. Při druhé účasti na hrách působil také jako delegát svazu lyžařů propagující české lyžařství.
V roce 1925 byl zvolen předsedou Československého svazu lyžařů. Za čtyři roky svého působení se mu podařilo situaci v československém lyžování uklidnit. Uzavřel dohody o spolupráci a vymezení oblasti zájmů s organizací Hauptverband der deutschen Wintersportvereine a s lyžařskými odbory Česko-slovenské obce sokolské, Klubu československých turistů, Svazu československých skautů a Svazu československého důstojnictva.
V letech do druhé světové války se věnoval činnosti v Lyžařském závodním klubu (LZK), kde byl členem výboru a technickým vedoucím závodníků. Jeho zásluhou byli povoláni do Česka norští skokani, kteří zvedli úroveň českých závodníků ve skoku na lyžích.
V roce 1939 byl zatčen mimo jiné i za svou propagátorskou činnost ve svazu lyžařů, v olympijském hnutí a v předsednictvu Mezinárodní lyžařské federace. Téměř po celou druhou světovou válku byl vězněn v koncentračních táborech v Dachau, Buchenwaldu a Terezíně.
Po válce opět začal pracovat v Lyžařském závodním klubu až do reorganizace československého lyžařství.[ujasnit]

## Rodina
Za manželku si vzal Olgu Preissovu (1899–1973), dceru Jaroslava Preisse (ředitele Živnostenské banky) a Olgy Preissové (1876–1921). Vnuk Josef Scheiner (1946–2019) byl předsedou Sportovně-technické komise Českého badmintonového svazu.